# Покорный, Якуб
Якуб Покорный (чеш. Jakub Pokorný; род. 11 сентября 1996, Зноймо) — чешский футболист, центральный защитник клуба «Сигма».

## Клубная карьера
Якуб Покорный начал свою карьеру в академии «Зноймо». Дебютировал за основной состав клуба 28 сентября 2014 года.
В июле 2016 года Покорный перешёл в «Баник» из Остравы, с которым позже, в 2019 продлил контракт.
20 февраля 2018 года чех перешёл в «Усти-над-Лабем» на правах аренды.
в августе 2018 года футболист был арендован в «Градец-Кралове».
В августе 2022 года игрок перешёл в «Сигму».

## Международная карьера
За свою карьеру Покорный играл за сборные Чехии до 20 лет и до 21 года.